# Arothron hispidus
Arothron hispidus är en fiskart som först beskrevs av Carl von Linné 1758.  Arothron hispidus ingår i släktet Arothron och familjen blåsfiskar. Inga underarter finns listade i Catalogue of Life.

## Bildgalleri

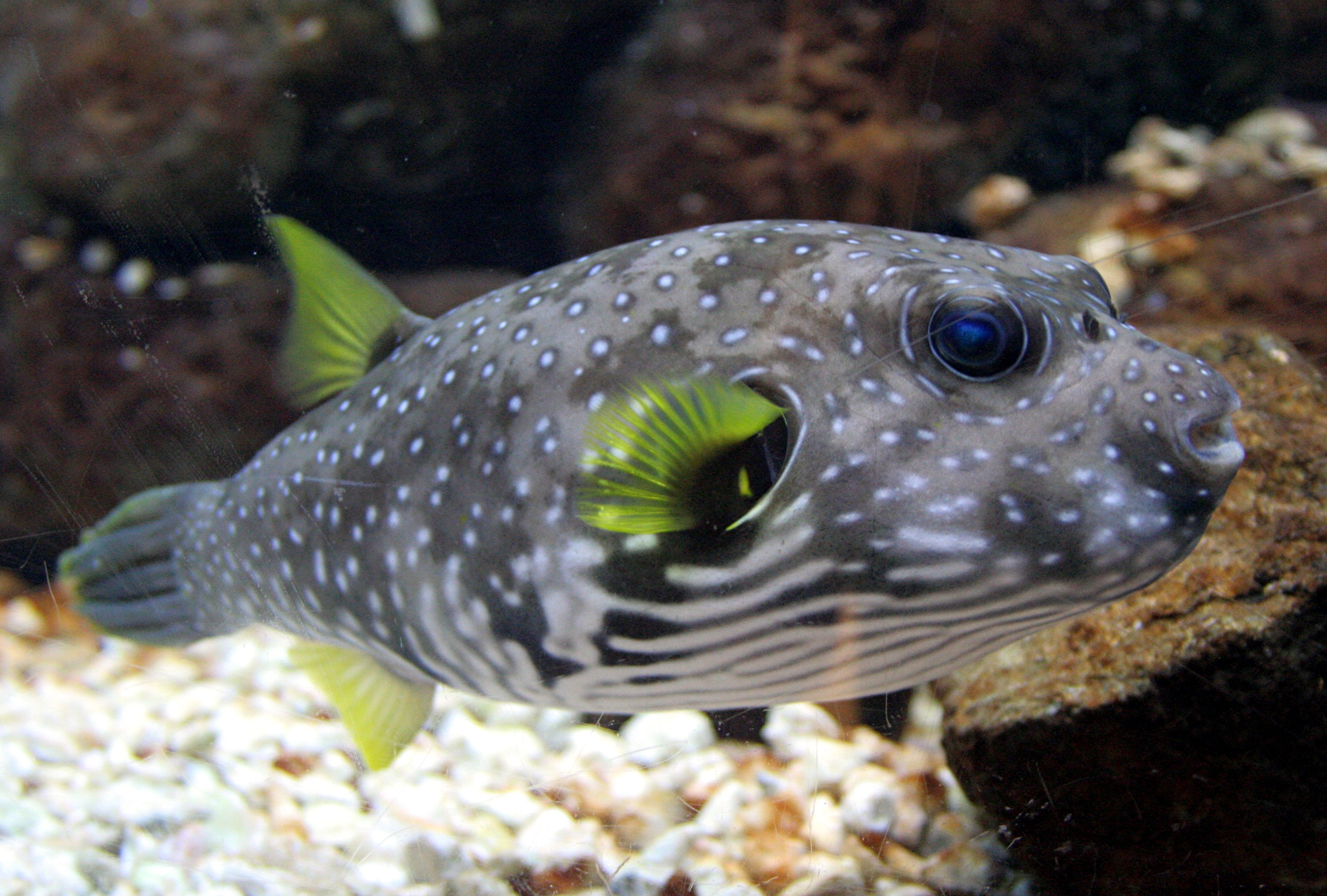
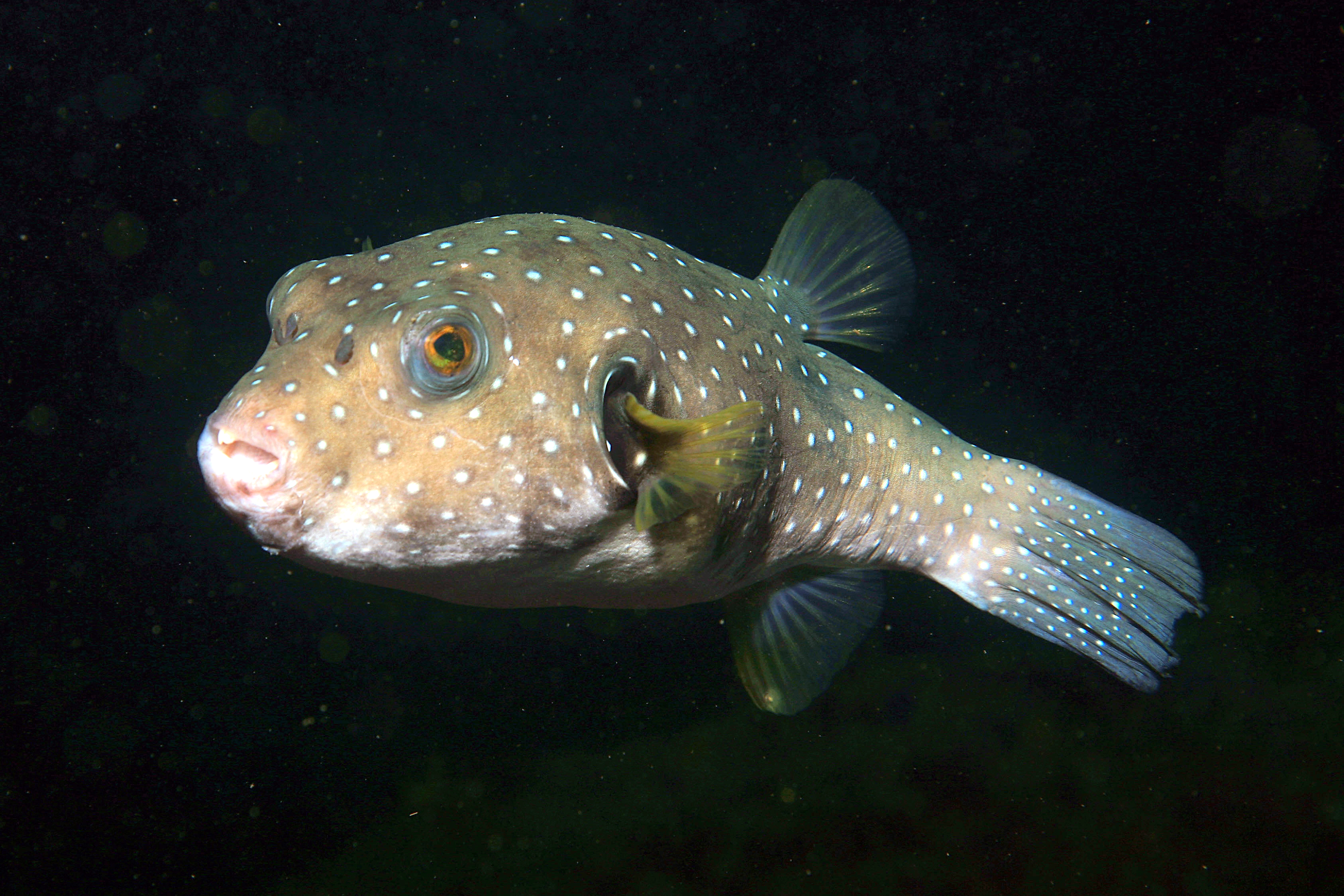
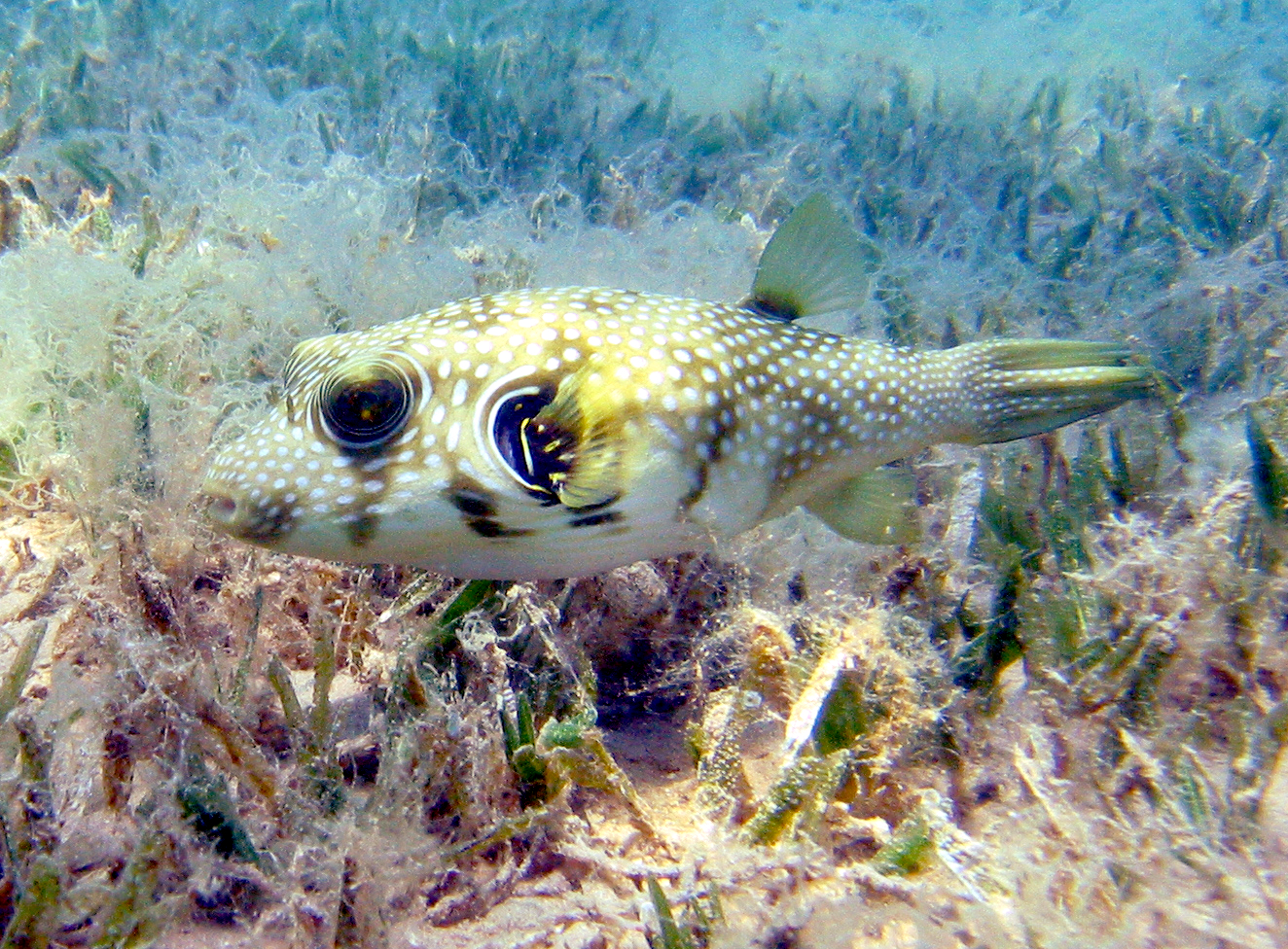
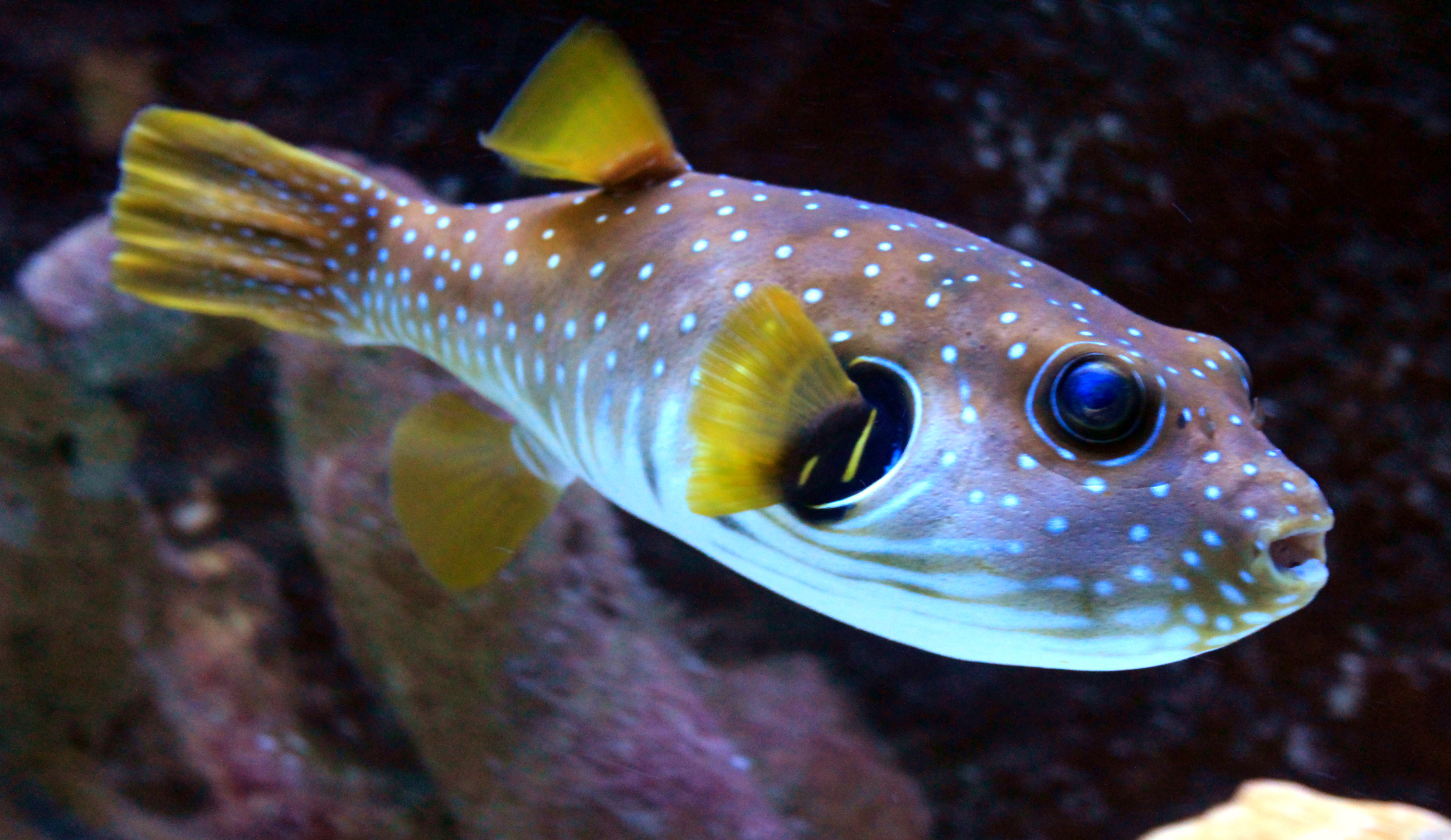
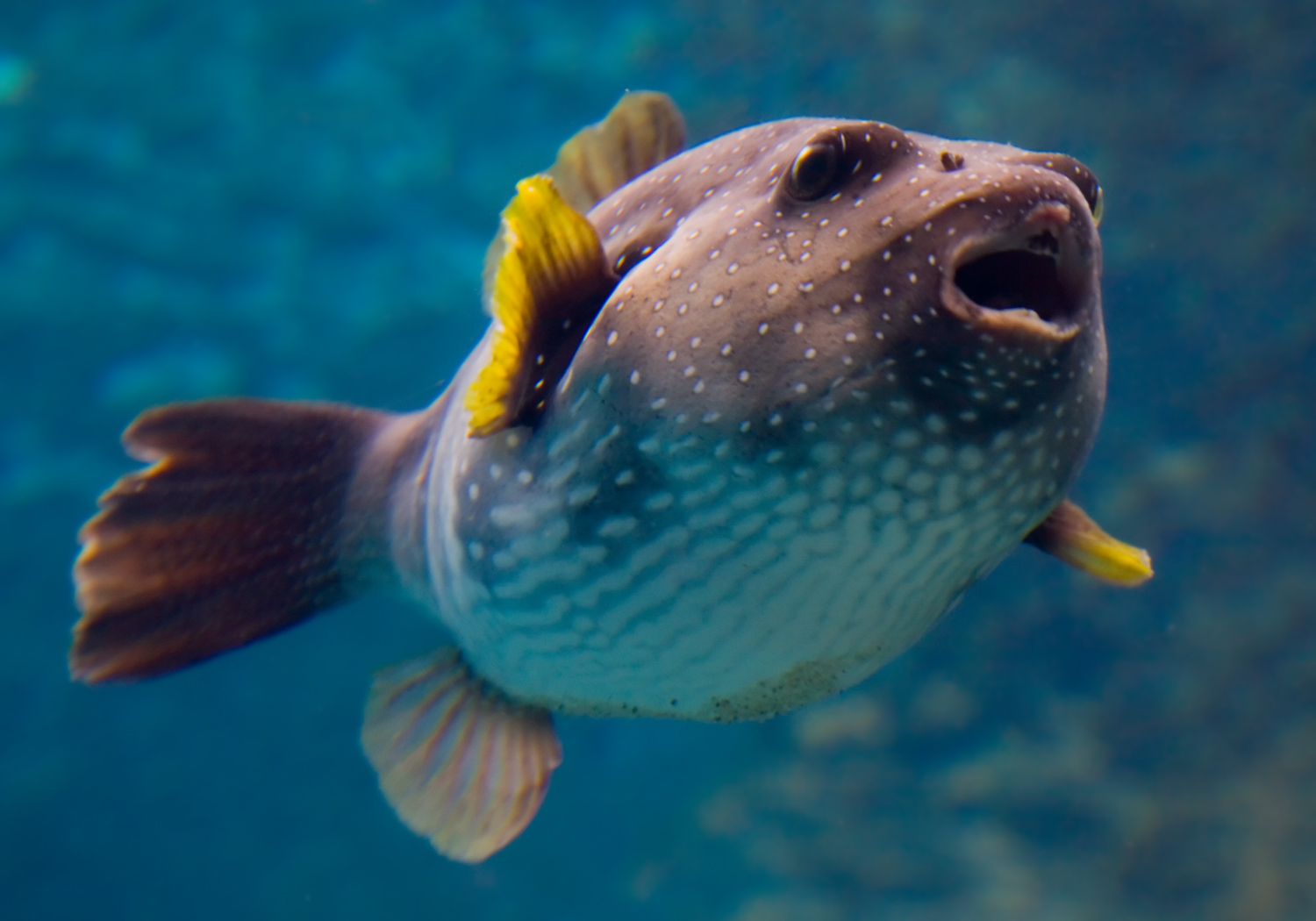
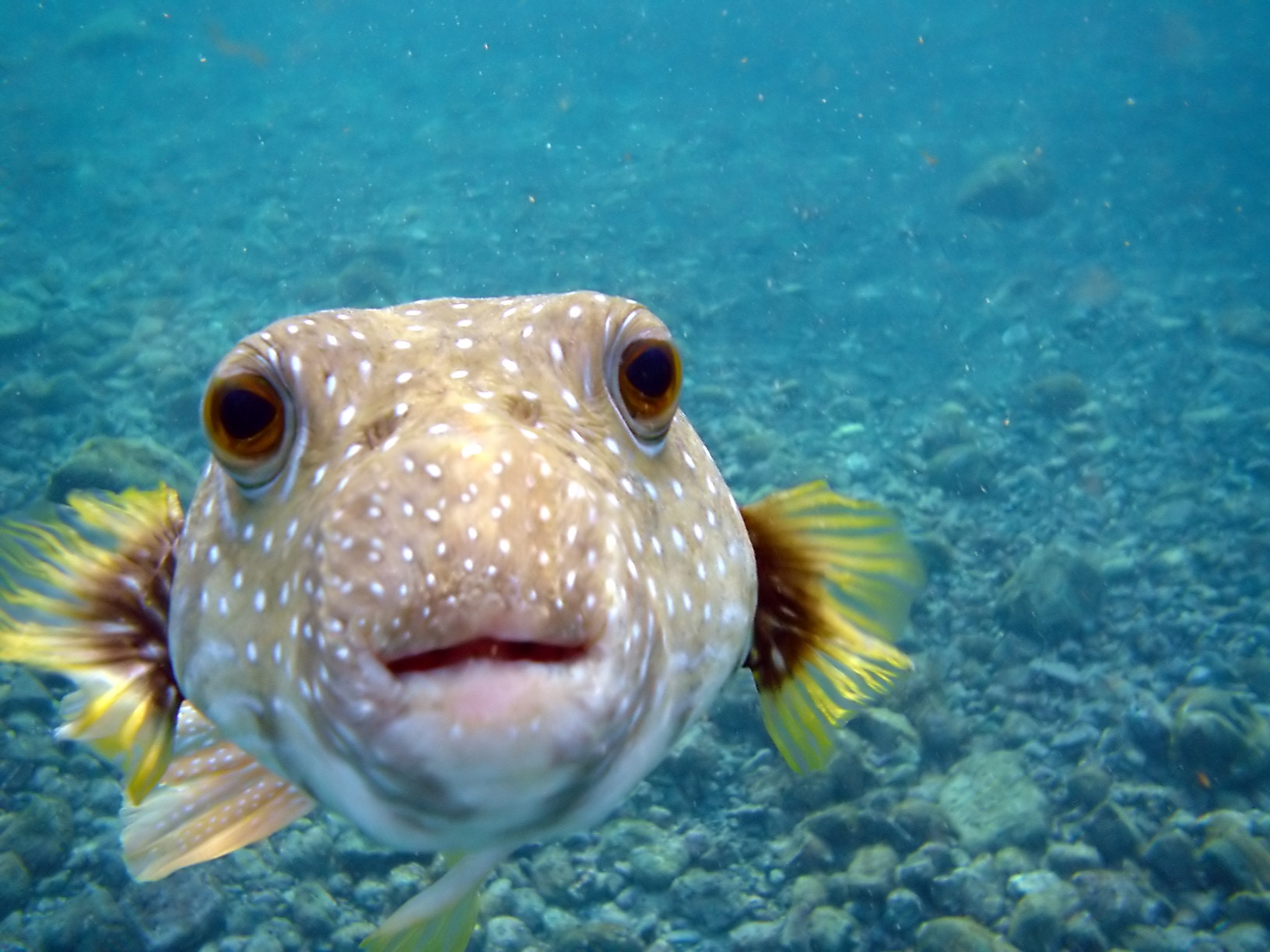